# Kings of the Party
«Kings of the Party» es una canción interpretada por la banda estadounidense Brownsville Station. Fue publicada en agosto de 1974 como el segundo sencillo de su cuarto álbum de estudio, School Punks.

## Antecedentes
Aunque su primer éxito comercial fue en 1972, la banda tuvo su sencillo de mayor éxito hasta la fecha con «Smokin' in the Boys Room» de 1973, un tema que vendería más de un millón de copias, y recibiría el certificado de disco de oro por la RIAA. Entre sus canciones posteriores a «Smokin' in the Boys Room» se encontraba «Kings of the Party» de 1974. Es la única canción del álbum con créditos de escritura para los tres miembros de la banda. Las sesiones de grabación de la canción tuvieron lugar en Media Sound, un estudio ubicado en Nueva York. El lado B del sencillo, «Ostrich», fue escrito por Cub Koda y Michael “Sam” Lutz.

## Lanzamiento
Big Tree Records lanzó School Punks en mayo de 1974, con «Kings of the Party» como la canción de apertura del álbum. Dos meses después, Big Tree lanzó «Kings of the Party» como el segundo sencillo del álbum, con el número de catálogo BT-16001 y la canción «Ostrich» como lado B. El sencillo disfrutó de un gran éxito en las listas de Estados Unidos, alcanzando el puesto número 31, mejorando el de su sencillo anterior «I'm the Leader of the Gang», que alcanzó el puesto número 48 en la semana del 6 de julio de 1974.

## Recepción de la crítica
Un escritor no especificado de Record World le otorgó el certificado de “Hit of the Week”, y lo describió como “hard rock con su propia introducción verbal llena de energía”. Un escritor no especificado de la revista Cash Box declaró: “Las discotecas seguramente expresarán interés aquí, ya que se trata de un roquero de primer nivel que generará mucho baile a lo largo del camino”.

## Créditos y personal
Créditos adaptados desde las notas de álbum de School Punks.
Brownsville Station
- Cub Koda – voces, guitarra, armónica
- Michael “Sam” Lutz – voces, bajo eléctrico
- Henry “H-Bomb” Weck – batería

Personal técnico
- Doug Morris – productor
- Eric Stevens – productor
- Michael “Mickey D.” Delugg – ingeniero de audio

## Posicionamiento
| Gráfica (1974)                            | Pico de posición |
| ----------------------------------------- | ---------------- |
| Canadá (RPM Top Singles)                  | 39               |
| Estados Unidos (Billboard Hot 100)        | 31               |
| Estados Unidos (Cash Box Top 100 Singles) | 31               |